# Asterisk PBX
Asterisk is een opensourcetelefonieplatform voor Mac, Linux, FreeBSD en Unix. Het wordt onder meer gebruikt als telefooncentrale, als IVR (Interactive Voice Response system) of als verbinding tussen op verschillende technieken en protocollen gebaseerde telefonie. Asterisk staat in voor de conversie van het ene protocol naar het andere protocol en de connectie tussen op verschillende protocollen gebaseerde verbindingen.
De naam is afkomstig van het asterisksymbool (*). Dit symbool wordt meestal gebruikt als jokerteken in de computerwereld. Asterisk is extreem flexibel en wordt om die reden ook wel het Zwitsers legermes van de telefonie genoemd.

## Licentie en beschikbaarheid
Asterisk is vrije software, uitgebracht onder versie 2 van de GPL. Mark Spencer van Digium is de oprichter van het Asterisk Project en nog altijd lid van het team van kernontwikkelaars. Vele andere programmeurs en vrijwilligers hebben al mogelijkheden toegevoegd en bugs gerapporteerd. Asterisk werd oorspronkelijk voor Linux geschreven maar het werkt ook onder OpenBSD, FreeBSD, Mac OS X. Omdat Linux het ontwikkelplatform is, wordt Asterisk het best ondersteund onder Linux.

## Mogelijkheden
Asterisk heeft veel mogelijkheden waaronder voicemail, conference calling, interactive voice response en automatic call distribution. Het is eenvoudig om nieuwe mogelijkheden toe te voegen. Dit kan met dial-plan-scripts, modules of Asterisk Gateway Interface-scripts in Perl of andere talen.

## Hardware
Er is speciale hardware nodig om analoge telefoons aan een Linux-server met Asterisk te bevestigen of om de centrale aan een PSTN te verbinden. Digium en enkele andere bedrijven verkopen PCI-kaarten om telefoons, PSTN, T1- en E1-lijnen en andere analoge of digitale telefoniediensten aan een server te verbinden.
Bellen met Asterisk kan met IP-telefoons of met een ATA (Analog Telephone Adaptor). Een ATA verbindt analoge telefoontoestellen met een digitaal Voice over IP-netwerk.

## Protocollen
Asterisk ondersteunt een groot gamma aan Voice over IP-protocollen, zoals SIP en H.323. Hierdoor kan het samenwerken met de meeste SIP-telefoons, of dienen als gateway tussen de telefoon en het PSTN. Asterisk heeft ook zijn eigen protocol, IAX (Inter Asterisk Exchange), dat toestaat om verschillende Asterisk-centrales te verbinden.
Door het ondersteunen van zowel traditionele als VoIP-telefoniediensten staat Asterisk toe om efficiënt nieuwe telefonienetwerken te ontwikkelen, of om geleidelijk aan bestaande en verouderde systemen te vervangen. Anderen gebruiken het om functies toe te voegen (zoals voicemail of telefoonmenu's) of om kosten te besparen door internationale gesprekken via het internet te sturen.